# Crepidium
Crepidium es un género de plantas de la familia Orchidaceae. Se consideraba sinónimo del género Malaxis, pero finalmente se ha convertido en un nombre aceptado. Comprende 285 especies descritas y de estas, solo 253 aceptadas. Es originario de los trópicos y subtropicos de Asia y del Océano Pacífico.

## Taxonomía
El género fue descrito por Carl Ludwig Blume y publicado en Bijdragen tot de flora van Nederlandsch Indië 6: t. 2, f. 63. 1825.

## Algunas especies aceptadas
A continuación se brinda un listado de las especies del género Crepidium aceptadas hasta marzo de 2013, ordenadas alfabéticamente. Para cada una se indica el nombre binomial seguido del autor, abreviado según las convenciones y usos.
- Crepidium acuminatum (D.Don) Szlach.
- Crepidium alagense (Ames) M.A.Clem. & D.L.Jones
- Crepidium amplectens (J.J.Sm.) Szlach.
- Crepidium angustifoveum (J.J.Sm.) Marg.
- Crepidium aphyllum (King & Pantl.) A.N.Rao
- Crepidium arachnoideum (Schltr.) Szlach.
- Crepidium arboricola (P.O'Byrne) Marg.